# Поцелуи (пісня)
«Поцелуи» (укр. «Поцілунки») — вісімнадцятий сингл російсько-українського гурту «ВІА Гра», з однойменного альбому.

## Відеокліп
Вісімнадцятий кліп групи ВІА Гра. Перший відеокліп з новою солісткою групи (замість Ольги Корягіної — Меседою Багаудіновою).
Зйомки кліпу проходили в замку у Львові. Меседа підносить пальці з крапельками меду до своїх губ. Їй на губи сідає рожевий метелик. Альбіна різко скидає туніку. Альбіна стає над Меседою і обливає її молоком. Далі видно Альбіну та Меседу у воді. Вони наближаються один до одного. Кульмінаційною сценою дівчата злітають над водою і закидають голови назад, прогинаючи тіла.
Режисер кліпу Алан Бадоєв, оператор Ярослав Пілунський.

## Учасники запису
- Альбіна Джанабаєва
- Меседа Багаудінова